# گودکر (دهانه)

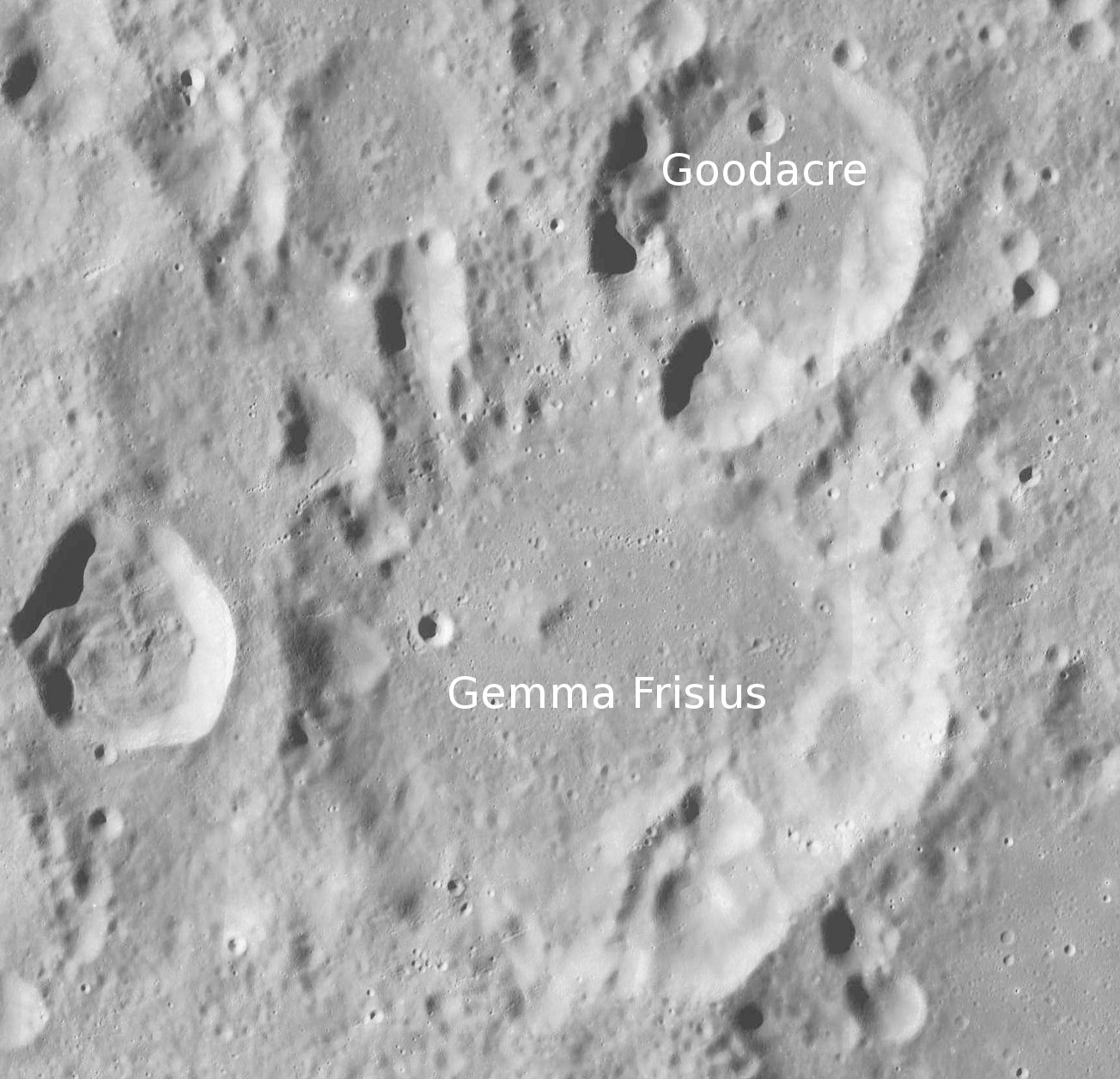
دهانه گودکر در کنار دهانه جما فریسیوس

گودکر یک دهانه برخوردی در ماه‌ است.

## دهانه‌های اقماری
این دهانه ۹ دهانه اقماری دارد.
| Goodacre | عرض جغرافیایی | طول جغرافیایی | قطر          |
| -------- | ------------- | ------------- | ------------ |
| C        | ۳۲.۳° S       | ۱۴.۲° E       | ۵.۰ کیلومتر  |
| B        | ۳۱.۸° S       | ۱۳.۷° E       | ۹.۰ کیلومتر  |
| E        | ۳۲.۹° S       | ۱۵.۵° E       | ۶.۰ کیلومتر  |
| D        | ۳۳.۴° S       | ۱۵.۰° E       | ۸.۰ کیلومتر  |
| G        | ۳۳.۳° S       | ۱۳.۹° E       | ۱۶.۰ کیلومتر |
| F        | ۳۱.۹° S       | ۱۴.۶° E       | ۵.۰ کیلومتر  |
| H        | ۳۲.۸° S       | ۱۶.۱° E       | ۴.۰ کیلومتر  |
| K        | ۳۰.۹° S       | ۱۳.۵° E       | ۱۱.۰ کیلومتر |
| P        | ۳۴.۰° S       | ۱۶.۷° E       | ۲۲.۰ کیلومتر |